# 全ウクライナ連合「祖国」
全ウクライナ連合「祖国」（ぜんウクライナれんごう そこく、ウクライナ語: Всеукраї́нське об'є́днання «Батьківщи́на»）は、ウクライナの中道右派政党。1999年に創立。総裁はユーリヤ・ティモシェンコ。反露・親欧米派の路線をとっている。ユーリヤ・ティモシェンコ・ブロックの中枢。

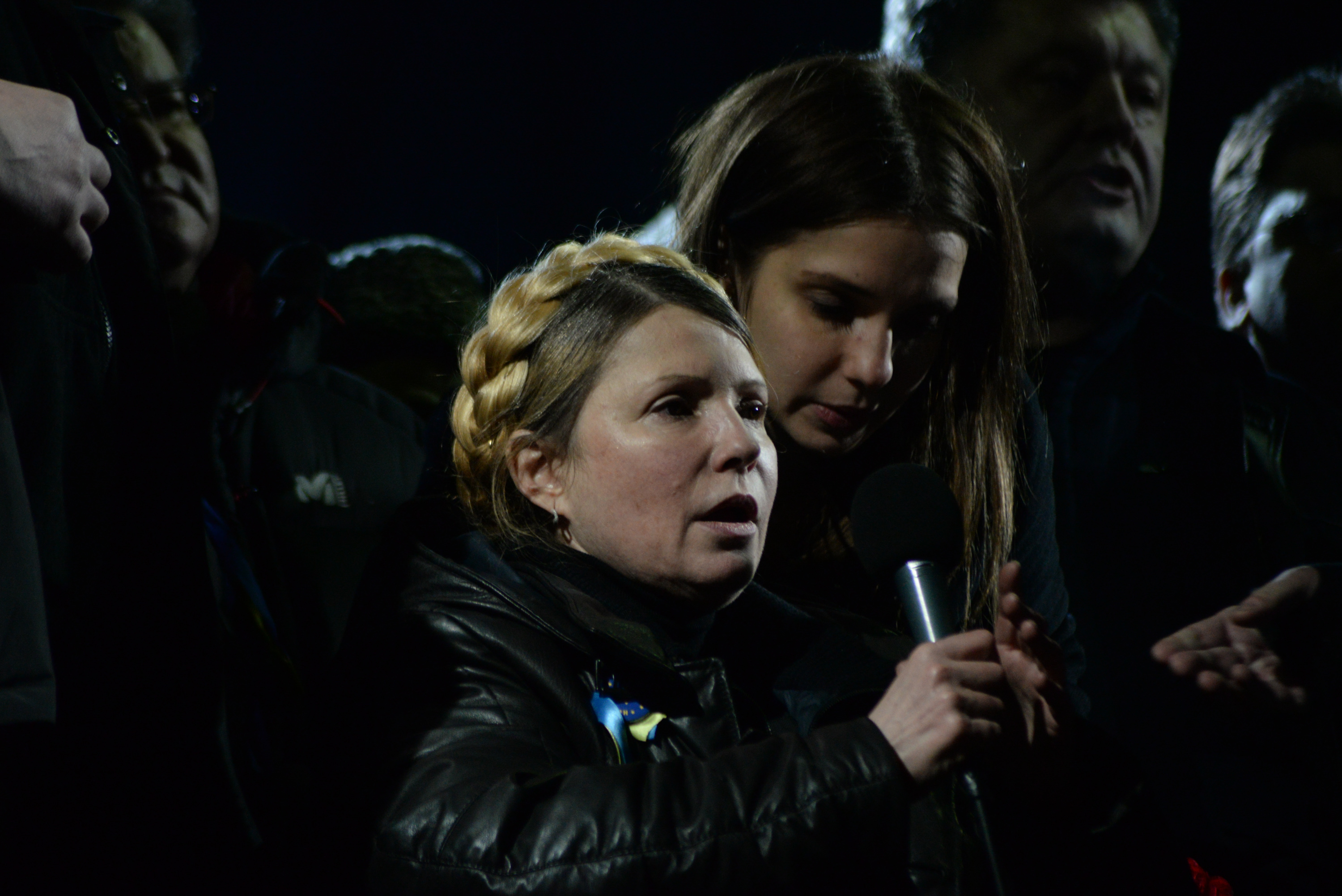
党首のユーリヤ・ティモシェンコ 2014年

## 構成
以下の5つの政党が合併してできた。
- 人民ルフ党（英語版）・・・民族主義政党。
- 祖国防衛党・・・中道左派。
- ウクライナのために・・・保守主義・中道右派。
- Civil Position
- 社会キリスト党

## 政策
ポピュリズム、保守主義とされる。連合を組む人民ルフ党は元々反ユダヤ主義の民族主義極右政党であり、極右政党の全ウクライナ連合「自由」（スヴォボーダ）党首であるオレーフ・チャフニボークが所属していた。そのようなことから、反露的な立場を持ち、ウクライナ・ナショナリズムの影響から、ロシア語の第二公用語化には反対している。2012年の選挙時にNATO加盟には言及はしていなかったが、2014年8月にはNATO加盟路線を表明した。

## 政権
党首のユーリヤ・ティモシェンコが第10代（2005年1月24日～2005年9月8日）、第13代（2007年12月18～2010年3月4日）の首相を務めた。また、2014年に起きた政変後にアルセニー・ヤツェニュクが第15代（2014年2月27日～）首相を務め、4年ぶりに首相の座を奪還している。同時にオレクサンドル・トゥルチノフが大統領代行に就任している。

## 分裂
2014年9月10日に党首のティモシェンコとの対立からヤツェニュク、トゥルチノフが離党して新党、人民戦線党を結成した。

## 選挙
2002年から2007年までの最高会議選挙には、政党連合ユーリヤ・ティモシェンコ選挙ブロックの一員として参加した。
- 2002年ウクライナ最高議会選挙：ユーリヤ・ティモシェンコ・ブロックという政党連合の一員として当選した。7.24 %の支持率を得て、22の議席を獲得した。野党に入った。
- 2004年ウクライナ大統領選挙：ヴィクトル・ユシチェンコを支持し、オレンジ革命に関わった。ユシチェンコの当選した後、ティモシェンコはウクライナの首相に任命され、ティモシェンコ内閣を形成した。副総裁のオレクサンドル・トゥルチーノウはウクライナ保安庁の庁長となった。
- 2006年ウクライナ最高議会選挙：ユーリヤ・ティモシェンコ・ブロックという政党連合の一員として当選した。22.29 % の支持率を得て、129の議席を獲得した。野党に入った。
- 2007年ウクライナ最高議会選挙：ユーリヤ・ティモシェンコ・ブロックという政党連合の一員として当選した。30.71 % の支持率を得て、156の議席を獲得した。与党に入り、ティモシェンコは再び首相任命され、内閣を組織した。
- 2010年ウクライナ大統領選挙：ティモシェンコを支持した、落選。その後、ティモシェンコ系の議員の数十人が地域党に寝返った。
- 2012年ウクライナ最高議会選挙：全ウクライナ連合「自由」と連携。101議席を獲得した[12]。ティモシェンコが収監中であったために、臨時総裁はアルセニー・ヤツェニュクが務めた。

## 軍隊
2014年にウクライナ軍とは別の党が組織した独自の親衛隊のような軍隊をキロヴォフラード州に拠点に結成し、ウクライナ東部での内戦へ参加し、分離独立派への軍事攻撃を行っている。

## リンク
- 全ウクライナ連合「祖国」の公式サイト